# 缅南杭子梢
缅南杭子梢（学名：Campylotropis pinetorum sp. pinetorum）为豆科杭子梢属下的一个亚种。

## 扩展阅读
- 維基物種上的相關：缅南杭子梢